# Andy Schleck
Andy Schleck (Luxembourg, 1985. június 10. –) luxemburgi profi kerékpáros. Legnagyobb teljesítményét a 2009-es (második lett összetettben Alberto Contador mögött, és megnyerte a fehér trikót) és 2010-es Tour de France-on (első lett összetettben, és megnyerte a fehér trikót) érte el. Emellett jó teljesítményt nyújtott a 2007-es Giro d’Italián, amely élete első háromhetes körversenye volt. Itt a 2. helyet szerezte meg az összetettben, és ő kapta a legjobb fiatal versenyzőnek járó fehér trikót. A 2008-as Tour de France-on is ő lett a legjobb fiatal versenyző, és hozzásegítette csapattársát, Carlos Sastrét az összetett győzelemhez.
2014-ben visszavonult a versenyzéstől.
2007
2007-ben élete első háromhetes körversenyére készült, a Giro d’Italiára. Erre a felkészülést a Tour de Romandie jelentette, ahol a 8. helyet szerezte meg összetettben. A svájci viadal után egyből a Giro d’Italia következett. Meglepetésnek számított Andy remek teljesítménye és az, hogy végig harcban volt az elsőségért; ahol igazán elvesztette a versenyt, az az utolsó időfutam volt. Andy számára ettől függetlenül pozitív élmények maradtak meg a versenyről. A hátra lévő versenyeken egy kiemelkedő eredménye volt: a Giro di Lombardián elért 4. hely.

## Sikerei
2004
- 1. hely,  U-23-as Luxemburgi országúti bajnokság
- 1. hely,  U-23-as Luxemburgi időfutam-bajnokság
- 1. hely összetettben,  Flèche du Sud

2005
- Luxemburgi időfutam-bajnok

2006
- 2 szakaszgyőzelem, Sachsen Tour
- 1. hely  Hegyi összetett Tour of Britain

2007
- 2. hely összetettben és a  fehér trikó, Giro d’Italia
- 4. hely, Giro di Lombardia
- 8. hely összetettben, Tour de Romandie

2008
- 4. hely, Liège–Bastogne–Liège
- 12. hely összetettben és a  fehér trikó, Tour de France
- 4. hely, Férfi egyéni mezőnyverseny kerékpározás a 2008. évi nyári olimpiai játékokon
- 6. hely összetettben, Tour de Suisse
- 1. hely, 1. szakasz, csapatidőfutam, Tour de Pologne

2009
- 2. hely összetettben és a fehér trikó, Tour de France
- 1. hely,  Luxemburgi országúti bajnokság
- 1. hely, Liège–Bastogne–Liège
- 1. hely, 2. szakasz, Tour de Luxembourg
- 2. hely, La Flèche Wallonne
- 8. hely, Monte Paschi Eroica
- 10. hely, Amstel Gold Race

2010
- 1. hely összetettben  és a fehér trikó, Tour de France
- 1. hely,  Luxemburgi időfutam-bajnokság
- 1. hely, 8. szakasz, Tour de France
- 1. hely, 17. szakasz, Tour de France
- Sárga trikó viselése a 10. és a 15. szakasz között
- 6. hely, Liège–Bastogne–Liège
- 9. hely, La Flèche Wallonne
- 2. hely, Criterium Chihuahua

2011
- 1. hely,  Hegyi összetett, Tour de Suisse
- 3. hely, Liège–Bastogne–Liège
- 8. hely összetettben, Tour of California
- 2. hely összetettben, Tour de France
- 1. hely, 18. szakasz, Tour de France
- Legaktívabb versenyző, 18. szakasz
- Sárga trikó viselése, 19. szakasz